# 九三学社重庆市委员会
九三学社重庆市委员会，简称九三学社重庆市委、九三重庆市委、重庆九三学社，是九三学社在重庆市的地方组织。